# Đặng Tiểu Bình
Đặng Tiểu Bình (ngheⓘ giản thể: 邓小平; phồn thể: 鄧小平; bính âm: Dèng Xiǎopíng; 22 tháng 8 năm 1904 - 19 tháng 2 năm 1997), tên khai sinh là Đặng Tiên Thánh (邓先聖) là một nhà chính trị người Trung Quốc, ông là Lãnh đạo tối cao của Cộng hòa nhân dân Trung Hoa từ năm 1978 đến năm 1997 (khi ông qua đời). Sau khi Mao Trạch Đông qua đời năm 1976, Đặng lên nắm quyền và lãnh đạo Trung Quốc qua một loạt những cải cách kinh tế thị trường xã hội chủ nghĩa có ảnh hưởng sâu rộng, người Trung Quốc thường gọi ông với danh xưng "kiến trúc sư của Trung Quốc hiện đại".
Sinh ra trong một gia đình địa chủ có học thức ở tỉnh Tứ Xuyên, Đặng học tập và làm việc tại Pháp trong những năm 1920, nơi ông đã trở thành một người đi theo chủ nghĩa Mác Lênin. Ông gia nhập Đảng cộng sản Trung Quốc năm 1923. Trong thời gian trở lại Trung Quốc, Đặng gia nhập tổ chức đảng ở Thượng Hải, trở thành một chính ủy của Hồng quân Trung Quốc ở những khu vực nông thôn. Năm 1931, ông bị giáng cấp do việc ủng hộ Mao Trạch Đông, nhưng được thăng cấp trở lại trong Hội nghị Tuân Nghĩa 1935. Khoảng cuối những năm thập niên 30, Đặng được xem là một "nhà cách mạng kì cựu" bởi vì ông đã từng tham gia cuộc Vạn lý trường chinh. Sau khi nước Cộng hòa nhân dân Trung Hoa được thành lập năm 1949, Đặng làm việc ở Tây Tạng cũng như vùng Tây Nam Trung Quốc nhằm củng cố sự quản lý của Đảng Cộng sản Trung Quốc. Với vai trò là Tổng thư ký trong những năm thập niên 1950, Đặng đứng đầu Chiến dịch chống cánh hữu được phát động bởi Mao và có công lớn trong việc cải cách nền kinh tế Trung Quốc sau chiến dịch Đại nhảy vọt (1958-1960). Tuy nhiên, những chính sách kinh tế của Đặng đã khiến ông mất đi sự ủng hộ của Mao Trạch Đông và ông từng bị bắt giam hai lần trong Cách mạng văn hóa.
Sau khi Mao Trạch Đông qua đời năm 1976, Đặng trở thành lãnh tụ tối cao Trung Quốc trong tháng 12 năm 1978. Lên lãnh đạo một đất nước bao phủ bởi xung đột xã hội, vỡ mộng với ý thức hệ và rối loạn do những nguyên nhân từ các chính sách của thời kỳ Mao Trạch Đông nắm quyền, Đặng đã bắt đầu mang đất nước vào khuôn khổ. Từ năm 1977 tới đầu năm 1979, ông đã tổ chức kì thi đại học cao đẳng trong Trung Quốc sau khi bị gián đoạn bởi Cách mạng văn hóa trong 10 năm, khởi xưởng chính sách lịch sử Cải cách mở cửa Trung Quốc, phát động Chiến tranh biên giới Việt - Trung. Trong tháng 8 năm 1980, ông bắt đầu cải tổ lại nền chính trị Trung Quốc bằng cách đặt ra giới hạn nhiệm kỳ cho các quan chức và đề xuất một sửa đổi mang tính hệ thống đối với Hiến pháp lần thứ ba của Trung Quốc. Trong những năm thập niên 80, Đặng ủng hộ chính sách kế hoạch hóa gia đình nhằm đối phó với sự gia tăng quá nhanh dân số Trung Quốc, thực hiện chính sách Giáo dục bắt buộc và đưa ra Chương trình 863 cho khoa học và kĩ thuật.
Mặc dù Đặng Tiểu Bình chưa bao giờ có chức vụ nguyên thủ quốc gia hay đứng đầu chính phủ hoặc Tổng bí thư Đảng cộng sản Trung Quốc nhưng nhiều người gọi ông là "kiến trúc sư" của một kiểu tư tưởng mới, kết hợp tư tưởng chủ nghĩa xã hội với thị trường tự do, được gọi là "chủ nghĩa xã hội mang màu sắc Trung Quốc". Ông mở cửa Trung Quốc giao lưu với thị trường thế giới, những chính sách phát triển Trung Quốc thành một trong những nền kinh tế phát triển nhất thế giới và tăng chất lượng cuộc sống của hàng trăm triệu người. Đặng được bình chọn là Nhân vật của năm của tạp chí Time năm 1978 và 1985. Ông bị chỉ trích vì ra lệnh trấn áp những người biểu tình trong sự kiện Thiên An Môn, nhưng được khen ngợi cho sự tái khẳng định của ông về chương trình cải cách trong chuyến đi xuống phía Nam năm 1992 cũng như sự kiện bàn giao Hồng Kông cho Trung Quốc năm 1997.

## Cuộc sống thời trẻ và gia đình

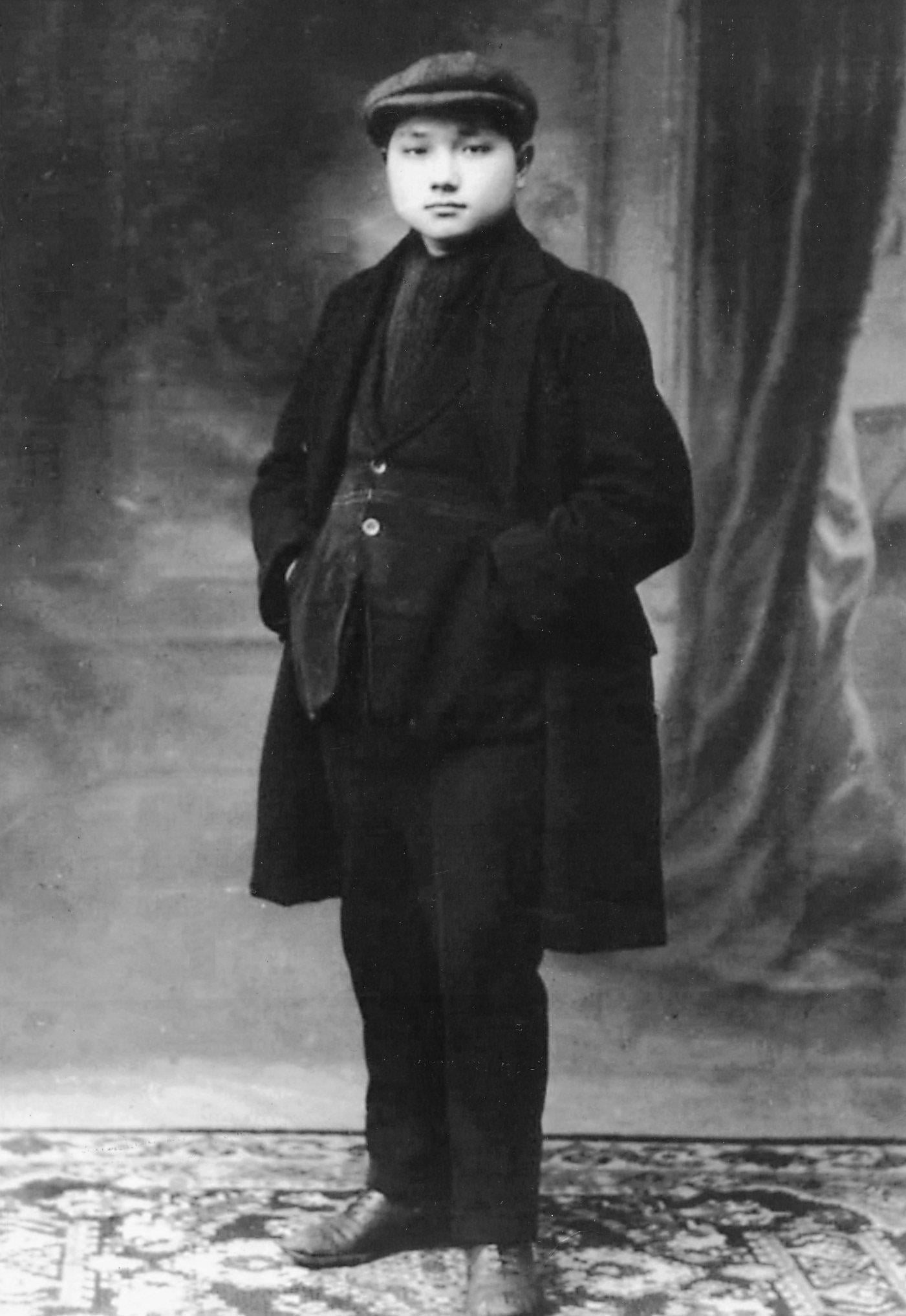
Đặng lúc 16 tuổi, đang học tại Pháp (1921)

Tổ tiên của Đặng có thể có nguồn gốc từ Mai Huyện, Quảng Đông, một vùng định cư xa xưa của người Khách Gia và đã chuyến đến sống tại Tứ Xuyên trong nhiều thế hệ. Con gái của Đặng là Đặng Lâm viết trong cuốn Cha của tôi Đặng Tiểu Bình rằng tổ tiên của Đặng có thể nhưng không chắc chắn là người Khách Gia. Sau này, người ta xác định Đặng có quê tổ ở quận Thanh Nguyên, địa cấp thị Cát An, tỉnh Giang Tây . Đặng sinh ngày 22 tháng 8 năm 1904 tại thôn Bài Phường, xã Hiệp Hưng, huyện Quảng An, phía đông tỉnh Tứ Xuyên.
Cha của Đặng, Đặng Thiệu Xương (tự Văn Minh), một địa chủ khá giả và từng học tại Đại học Luật và Khoa học Chính trị ở Thành Đô. Ông là một người nổi bật ở địa phương và là hội viên của một hội nhóm hoạt động bí mật nhằm lật đổ triều đình Mãn Thanh, Mẹ của Đặng, Đàm Thị đã mất sớm sau khi sinh Đặng, ông có ba anh em trai: Đặng Tiên Liệt, Đặng Tiểu Bình, Đặng Khẩn, và ba chị gái. Cha của Đặng có bốn người vợ, người vợ thứ nhất mất sớm mà không có con, mẹ của Đặng là vợ thứ hai và người vợ thứ ba sinh được một trai, bà thứ tư (Hạ Bá Căn) sinh được 2 trai, 3 gái. Mẹ đẻ Đặng Tiểu Bình mất sớm, nên sau này ông đã mời mẹ kế Hạ Bá Căn từ quê lên thủ đô sống chung cùng gia đình ông. Lúc 5 tuổi Đặng được gửi tới một ngôi trường truyền thống của Trung Quốc, sau đó lúc 7 tuổi ông đã học ở ngôi trường hiện đại hơn. Mẹ của ông, họ là Dan, chết sớm, để lại Đặng, ba anh trai và ba chị gái.
Người vợ đầu của Đặng, một bạn học của ông từ Moskva, đã mất ở tuổi 24 chỉ vài ngày sau khi sinh người con đầu tiên của Đặng, một bé gái nhưng cũng đã mất sau đó. Người vợ thứ hai của ông, Jin Weiying đã bỏ ông sau khi Đặng phải chịu cuộc tấn công chính trị năm 1933. Người vợ thứ ba của ông là Zhuo Lin là con gái của một nhà tư bản công nghiệp ở Hồ Nam. Bà trở thành một thành viên của Đảng Cộng sản Trung Quốc năm 1938 và kết hôn với Đặng một năm sau đó. Họ đã có năm người con: 3 gái và 2 trai.

### Giáo dục và sự nghiệp thời trẻ

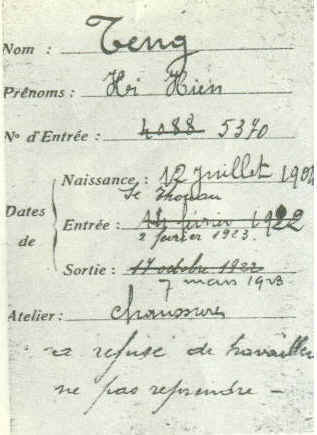
Tên của Đặng trên thẻ nhân viên của nhà máy giày Hutchinson ở Châlette-sur-Loing, Pháp

Khi lần đầu Đặng đi học, người thầy của ông đã phản đối cái tên của ông là "Xiānshèng" (Tiên Thánh) (先聖), mà gọi ông là "Xīxián" (希賢), tên bao gồm các chữ "khao khát" và "lòng tốt", với những ẩn ý về sự sáng suốt.
Mùa hè năm 1919, Đặng tốt nghiệp trường Trùng Khánh. Ông và 80 bạn học khác đã đi bằng tàu tới Pháp (bằng vé hạng chót) để tham gia "Phong trào làm việc chăm chỉ-học tập chuyên cần", một chương trình học tập và làm việc trong tổng số 4,001 người Trung Quốc tham gia khoảng năm 1927. Đặng là người trẻ nhất trong nhóm, lúc đó mới 15 tuổi. Wu Yuzhang, lãnh đạo địa phương của phong trào trong trường Trùng Khánh, đã kết nạp Đặng và chú của ông vào phong trào. Cha của Đặng đã vô cùng ủng hộ con trai mình tham gia chương trình làm việc và học tập ở hải ngoại. Đêm trước khi khởi hành, cha của Đặng đã hỏi ông về những điều ông đã hứa để học tại Pháp. Ông đã lặp lại những từ ông đã học từ những người thầy của mình "để học kiến thức và chân lý từ phương Tây để cứu Trung Quốc". Đặng đã nhận thức được rằng, Trung Quốc đang chịu nhiều đau khổ to lớn, và rằng người Trung Quốc phải có một nền giáo học hiện đại để cứu đất nước của họ.
Tháng 12 năm 1920, chiếc tàu André Lyon của Pháp đã khởi hành tới Marseille với 210 học sinh bao gồm Đặng. Đặng lúc ấy 16 tuổi đã nhập học trường trung học ở Bayeux và Châtillon, nhưng ông đã dành hầu hết thời gian làm việc ở Pháp. Công việc đầu tiên của ông là thợ lắp ráp tại công ty sắt Le Creusot và thép ở La Garenne-Colombes, một vùng ngoại ô phía Tây Nam Paris. Một sự trùng hợp ngẫu nhiên sau này, khi sự nghiệp chính trị của Đặng là đi xuống và ông đã được gửi tới làm việc trong một nhà máy máy kéo năm 1974 ông đã làm thợ lắp ráp lần nữa và đã chứng minh bản thân vẫn giữ những kĩ năng bậc thầy.
Ở La Garenne-Colombes, Đặng gặp Chu Ân Lai, Nhiếp Vinh Trăn, Cai Hesen, Zhao Shiyan và Li Whenhai. Dưới sự ảnh hưởng của những sinh viên lớn tuổi hơn ở Pháp, Đặng đã bắt đầu nghiên cứu chủ nghĩa Marx và tham gia truyền bá tác phẩm. Năm 1921 ông đã gia nhập Liên minh những người cộng sản trẻ Trung Quốc ở châu Âu. Vào năm 1924, ông đã gia nhập Đảng cộng sản Trung Quốc và trở thành một trong những lãnh đạo của Tổng chi nhánh liên minh trẻ ở châu Âu. Trong năm 1926 Đặng tới Liên Xô và học tại Đại học Tôn Trung Sơn tại Moscow, tại đây ông có một người bạn học là Tưởng Kinh Quốc, con trai của Tưởng Giới Thạch.

### Quay lại Trung Quốc
Cuối năm 1927, Đặng Tiểu Bình rời khỏi Moskva để trở về Trung Quốc, gia nhập quân đội của Phùng Ngọc Tường, một nhà lãnh đạo quân đội ở Tây Bắc Trung Quốc, người đã yêu cầu sự giúp đỡ của Liên Xô trong cuộc đấu tranh với các nhà lãnh đạo địa phương khác trong khu vực. Vào thời điểm đó, Liên Xô, thông qua Quốc tế cộng sản, một tổ chức quốc tế hỗ trợ các phong trào cộng sản trên khắp thế giới đã hỗ trợ liên minh của Đảng Cộng sản Trung Quốc với Quốc dân đảng (KMT) được thành lập bởi Tôn Trung Sơn.
Đặng Tiểu Bình đến Tây An, thành trì của Phùng Ngọc Tường, tháng 3 năm 1927 với nỗ lực ngăn chặn sự phá vỡ liên minh giữa Quốc dân Đảng và Đảng Cộng sản. Sau khi liên minh giữa Quốc Dân Đảng và Cộng sản tan rã, Phùng Ngọc Tường đứng về phía Tưởng Giới Thạch và những người cộng sản như Đặng Tiểu Bình buộc phải chạy trốn. Năm 1929, ông lãnh đạo cuộc nổi dậy ở tỉnh Quảng Tây chống lại chính quyền của Quốc dân đảng. Cuộc nổi dậy thất bại và ông đến Giang Tây.

## Thăng tiến chính trị
Mặc dù Đặng có liên quan tới phong trào cách mạng Mác-xít ở Trung Quốc, nhà sử học Mobo Gao đã viết rằng: 
| “ | Đặng Tiểu Bình và nhiều người như ông [trong Đảng Cộng sản Trung Quốc không thực sự là những người Mác-xít, nhưng về cơ bản họ ủng hộ một cuộc cách mạng đưa Trung Quốc sánh ngang với các cường quốc khác trên thế giới. Họ chủ yếu là những người theo chủ nghĩa dân tộc và họ đã đi theo chủ nghĩa cộng sản bởi vì đó là con đường duy nhất để họ có thể tìm thấy chủ nghĩa dân tộc Trung Quốc. | ” |

### Hoạt động ở Thượng Hải và Vũ Hán
Sau khi rời quân đội Phùng Ngọc Tường ở phía tây bắc, Đặng Tiểu Bình đến thành phố Vũ Hán, trụ sở của những người cộng sản. Vào thời điểm đó, ông bắt đầu sử dụng biệt danh "Tiểu Bình" và nắm giữ các vị trí nổi bật trong bộ máy Đảng. Ông tham gia phiên họp khẩn cấp vào ngày 7 tháng 8 năm 1927, trong đó theo chỉ thị của Liên Xô, Đảng cách chức Tổng bí thư của Trần Độc Tú và Cù Thu Bạch. Ở Vũ Hán, Ông lần đầu gặp Mao Trạch Đông, người được các nhà lãnh đạo của Liên Xô ủng hộ.
Giữa năm 1927 và năm 1929, Đặng Tiểu Bình sống ở Thượng Hải, tại đây ông giúp tổ chức các cuộc biểu tình, tuy nhiên bị chính quyền Quốc dân đảng khủng bố tàn bạo. Trong giai đoạn này, Đặng kết hôn với một người phụ nữ ông từng gặp ở Moskva, Trương Tích Viên.

### Chiến dịch quân sự ở Quảng Tây
Bắt đầu từ năm 1929, ông tham gia vào cuộc đấu tranh chống lại Quốc dân đảng ở Quảng Tây. Sự vượt trội của quân Tưởng Giới Thạch đã gây ra thương vong lớn cho quân của Đảng Cộng sản. Chiến lược đối đầu của lãnh đạo Đảng là một thất bại vì đã gây nhiều thương vong. Câu trả lời cho thất bại này đã xúc tác cho một trong những điều khó hiểu nhất trong tiểu sử của Đặng Tiểu Bình: tháng 3 năm 1931, ông rời tiểu đoàn 7 của Quân đội Cộng sản và chỉ xuất hiện một thời gian sau đó tại Thượng Hải.
Tiểu sử chính thức về Đặng Tiểu Bình nói rằng ông đã bị cấp trên buộc tội bỏ trốn khỏi khu vực chiến đấu trước khi đến Thượng Hải. Mặc dù ông không bị trừng phạt ở Thượng Hải, giai đoạn này vẫn chưa rõ ràng và nó được sử dụng để chống lại ông về sự tận tụy của Đặng với Đảng Cộng sản Trung Quốc trong thời kỳ Cách mạng Văn hóa.

### Tại khu Xô viết Giang Tây
Sau khi trở về Thượng Hải, Đặng Tiểu Bình biết được vợ ông bị sốt hậu sản và qua đời. Ngoài ra, ông phát hiện ra rằng nhiều đồng đội cũ của ông đã chết vì cuộc đàn áp của Quốc dân đảng chống lại Đảng Cộng sản.
Những chiến dịch chống Đảng Cộng sản Trung Quốc ở nhiều thành phố là một trở ngại đối với Đảng cộng sản và đặc biệt đối với các cố vấn Liên Xô. Trái ngược với cuộc cách mạng tổ chức tại thành thị, dựa trên kinh nghiệm của Liên Xô, lãnh đạo Mao Trạch Đông đã nhìn nhận nông dân là lực lượng cách mạng chính ở Trung Quốc. Ở một vùng miền núi của tỉnh Giang Tây, Mao Trạch Đông thiết lập một hệ thống chiến khu theo mô hình cộng sản, tiền đề của một Trung Hoa tương lai dưới chủ nghĩa cộng sản.
Tại một trong những đô thị quan trọng nhất ở Giang Tây, Thụy Kim, Đặng Tiểu Bình đảm nhiệm chức vụ Bí thư Đảng ủy vào mùa hè năm 1931. Năm 1933, ông trở thành giám đốc bộ phận tuyên truyền của Tỉnh ủy Giang Tây. Đó là lúc ông kết hôn với một phụ nữ trẻ ông gặp ở Thượng Hải tên là Kim Duy Ánh.
Những thành công tại Giang Tây khiến các nhà lãnh đạo đảng quyết định chuyển đến Giang Tây. Cuộc đối đầu giữa Mao Trạch Đông, các lãnh đạo đảng với những cố vấn Liên Xô ngày càng trở nên căng thẳng và cuộc tranh tranh giành quyền lực giữa hai bên đã dẫn đến việc giáng chức Đặng Tiểu Bình, người ủng hộ ý tưởng của Mao. Bất chấp lục đục nội bộ, Giang Tây trở thành địa phương đầu tiên được Đảng Cộng sản Trung Quốc kiểm soát. Giang Tây thậm chí còn phát hành tem và tiền giấy dưới danh nghĩa của Đảng Cộng sản, quân đội Tưởng Giới Thạch quyết định tấn công Giang Tây.

### Vạn lý trường chinh

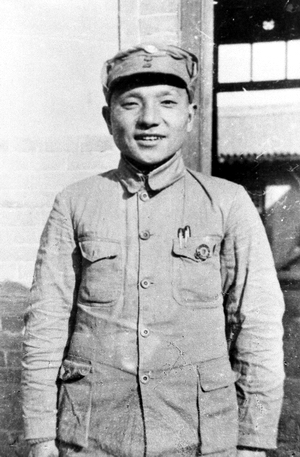
Đặng Tiểu Bình trong quân phục của quân đội Quốc dân Đảng, 1937

Vào tháng 10 năm 1934, do bị bao vây bởi quân đội của Tưởng Giới Thạch, những người Cộng sản buộc phải rời khỏi Giang Tây. Lịch sử đánh dấu một bước ngoặt trong sự phát triển của chủ nghĩa cộng sản tại Trung Quốc. Việc sơ tán rất khó khăn vì Quân Tưởng Giới Thạch đã chiếm giữ các vị trí trọng yếu. Vượt qua địa hình núi non và xa xôi, khoảng 100.000 người đã trốn thoát khỏi Giang Tây, bắt đầu một cuộc rút lui chiến lược qua nội địa Trung Quốc và kết thúc một năm sau, khi khoảng 8.000 đến 9.000 người sống sót đến tỉnh Thiểm Tây.
Trong hội nghị vào đầu tháng 3, một nhóm chính trị được gọi là 28 người Bolshevik (những người theo chủ nghĩa Marx chính thống), do Bác Cổ và Vương Minh dẫn đầu, bị lật đổ và Mao Trạch Đông trở thành lãnh đạo mới của Đảng Cộng sản Trung Quốc. Đặng Tiểu Bình một lần nữa trở thành nhân vật cấp cao trong Đảng.
Cuộc đối đầu giữa quân Tưởng và quân Mao tạm thời bị gián đoạn, do cuộc xâm lược của Nhật Bản vào Trung Quốc buộc Quốc dân đảng phải thành lập liên minh lần thứ hai với những người cộng sản để bảo vệ đất nước chống lại sự xâm lăng của Nhật Bản.

### Cuộc xâm lược của Nhật Bản
Cuộc xâm lược của quân Nhật vào năm 1937 đánh dấu sự khởi đầu của cuộc chiến tranh Trung-Nhật lần thứ hai. Trong cuộc xâm lược, Đặng Tiểu Bình vẫn còn trong khu vực được kiểm soát bởi những người Cộng sản ở phía bắc, nơi ông giữ vai trò phó chỉ huy 3 sư đoàn được tổ chức lại của quân đội Cộng sản. Từ tháng 9 năm 1937 cho đến tháng 1 năm 1938, ông sống trong các tu viện Phật giáo và các ngôi đền ở dãy núi Ngũ Đài Sơn. Vào tháng 1 năm 1938, ông được bổ nhiệm làm Ủy viên chính trị của sư đoàn 129 của Quân đoàn số 18 do Lưu Bá Thừa chỉ huy, bắt đầu một quan hệ đối tác lâu dài với Lưu.
Đặng là chỉ huy chính trong những cuộc xung đột với người Nhật giáp với tỉnh Sơn Tây, Hà Nam và Hà Bắc, sau đó đến Diên An, nơi Mao đã thành lập những cơ sở cách mạng. Trong một chuyến đi của ông tới Diên An năm 1939, ông đã kết hôn lần thứ 3 với, Zhuo Lin, một người phụ nữ trẻ gốc Côn Minh.
Đặng được xem là một "nhà cách mạng kỳ cựu" bởi vì sự tham gia của ông trong Vạn lý trường chinh. Ông đảm nhiệm một vai trò lãnh đạo trong chiến dịch Cuộc tấn công 100 trung đoàn, nơi đã làm gia tăng vị thế của ông.

### Tiếp tục chiến tranh chống Quốc dân đảng

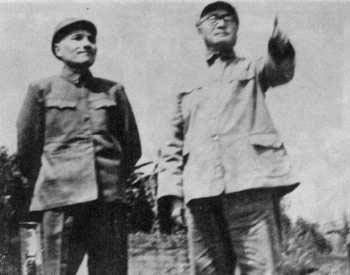
Đặng với Lưu Thừa Bá (bên phải)

Sau thất bại của Nhật Bản trong Thế chiến II, Đặng Tiểu Bình đã đi đến Trùng Khánh, thành phố nơi Tưởng Giới Thạch thành lập chính phủ của mình trong cuộc xâm lược của Nhật Bản, để tham gia vào các cuộc đàm phán hòa bình giữa Quốc dân đảng và Đảng Cộng sản. Kết quả của những cuộc đàm phán này không tích cực và cuộc đối đầu quân sự giữa hai đảng tiếp tục ngay sau cuộc họp tại Trùng Khánh.
Trong giai đoạn cuối cùng của cuộc chiến, Đặng Tiểu Bình thực hiện một vai trò quan trọng là lãnh đạo chính trị và ủy viên chính trị của Quân đội số 2 do Lưu Bá Thừa chỉ huy. Ông cũng tham gia phổ biến những ý tưởng của Mao Trạch Đông, trở thành nền tảng tư tưởng của Đảng Cộng sản. Công việc chính trị và ý thức hệ của ông, cùng với tư cách là cựu chiến binh của Vạn lý trường chinh, đã đặt ông vào một vị trí đặc quyền trong đảng để chiếm giữ các chức vụ cao sau khi Đảng Cộng sản đánh bại Tưởng Giới Thạch và thành lập Cộng hòa Nhân dân Trung Hoa.

## Sự nghiệp chính trị dưới sự lãnh đạo của Mao

### Thị trưởng Trùng Khánh
Vào ngày 1 tháng 10 năm 1949, Đặng tham gia buổi lễ thành lập nước Cộng hòa Nhân dân Trung Hoa ở Bắc Kinh. Tại thời điểm đó, Đảng Cộng sản Trung Quốc đã kiểm soát hoàn toàn phía Bắc, nhưng vẫn có những phần phía Nam được kiểm soát bởi Quốc dân Đảng. Ông trở thành nhà lãnh đạo chịu trách nhiệm bình định phía Tây Nam Trung Quốc, với vai trò là bí thư thứ nhất của Cục Tây Nam. Tổ chức này có nhiệm vụ tiếp quản phần cuối cùng chiếm được mà một phần phần của đất nước vẫn được cai quản bởi Quốc dân Đảng.
Chính phủ Quốc dân Đảng bị đánh bật khỏi Quảng Châu và rút lui đến Trùng Khánh. Ở đây, Tưởng Giới Thạch và con trai Tưởng Kinh Quốc, một bạn học cũ của Đặng ở Moskva muốn ngăn chặn cuộc tấn công của lực lượng Đảng cộng sản.
Dưới sự lãnh đạo của Đặng, quân đội Cộng sản chiếm được Trung Khánh vào cuối tháng 11 năm 1949 và tiến vào Thành Đô, thành trì cuối cùng của Tưởng Giới Thách một vài ngày sau đó. Tại thời điểm đó, Đặng trở thành thị trưởng Trùng Khánh, trong khi ông vẫn kiêm nhiệm lãnh đạo Đảng ở phía Tây Nam, nơi lực lượng quân đội Cộng sản đã đổi tên thành Quân giải phóng Nhân dân Trung Quốc, dẹp tan sự chống cự của những thế lực ủng hộ Quốc dân Đảng. Trong năm 1950, Đảng cộng sản đã làm chủ toàn bộ Trung Hoa và chiếm lấy Tây Tạng.
Đặng Tiểu Bình sống 3 năm ở Trùng Khánh, thành phố nơi ông đã học trong thời trẻ trước khi sang Pháp. Trong năm 1952, Ông tới Bắc Kinh, nơi ông đã giữ nhiều vị trí khác nhau trong chính phủ trung ương.

### Thăng tiến chính trị ở Bắc Kinh

Đặng (bên trái ngoài cùng) gặp gỡ với Đạt lai lạt ma thứ 14, năm 1954

Tháng 7 năm 1952, ông được cử làm Phó Tổng lý (Phó Thủ tướng) Chính vụ viện (sau đổi là Quốc vụ viện), kiêm Phó Chủ nhiệm Ủy ban Tài chính-kinh tế. Năm 1955, ông cùng Lâm Bưu được bầu làm ủy viên Bộ Chính trị Trung ương Đảng Cộng sản Trung Quốc. Năm 1956, ông vào Ban Thường vụ Bộ Chính trị, làm Bí thư thứ nhất Ban Bí thư, đứng cuối cùng (thứ 6) trong Ban Thường vụ sau Mao Trạch Đông (Chủ tịch Đảng), Lưu Thiếu Kì, Chu Ân Lai, Chu Đức và Trần Vân (đều là Phó Chủ tịch Đảng).
Năm 1966, trong Cách mạng văn hóa, Đặng Tiểu Bình bị phê phán nặng nề là "tên số hai trong Đảng đi theo chủ nghĩa tư bản", rồi bị cách chức vụ. Từ năm 1969 đến năm 1972, hai vợ chồng ông bị đưa về Giang Tây, con cái đều bị bắt đi cải tạo ở các tỉnh khác.
Ngày 20 tháng 3 năm 1973, Đặng Tiểu Bình rời Giang Tây, quay trở lại Trung Nam Hải (Bắc Kinh), sau khi được phục hồi công tác. Ông được bầu vào Ban Chấp hành Trung ương Đảng, rồi Phó Chủ tịch Đảng. Về mặt chính quyền, ông trở lại cương vị Phó Thủ tướng, rồi Phó Thủ tướng thứ nhất. Khi Chu Ân Lai lâm bệnh nặng, ông chủ trì công việc của Quốc vụ viện.
Năm 1976, sau khi Chu Ân Lai mất, nhóm chống đối ("bè lũ bốn tên") viện cớ Đặng Tiểu Bình có tư tưởng phản cách mạng và tác động đến Mao Trạch Đông, vì vậy ông lại bị Mao Trạch Đông cách chức, chỉ còn danh hiệu đảng viên và hộ khẩu Bắc Kinh. Ông là người phát động phong trào biểu tình ủng hộ cố thủ tướng Chu Ân Lai ngày 5 tháng 4 năm 1976.
Sau khi "bè lũ bốn tên" bị lật đổ, Đặng Tiểu Bình được khôi phục tất cả các chức vụ (1978): Phó Chủ tịch Đảng, Phó Chủ tịch Quân ủy Trung ương, Phó Thủ tướng, Tổng Tham mưu trưởng Quân giải phóng.

## Hai lần bị giáng chức

### Cách mạng Văn hóa

Đặng bên trái với chủ tịch tương lai Lý Tiên Niệm và Thủ tướng Chu Ân Lai năm 1963

Mao lo sợ rằng những chính sách cải cách kinh tế của Đặng và Lưu có thể dẫn sự phục hồi chủ nghĩa tư bản và kết thúc Cách mạng Trung Quốc. Cho lí do này và nhiều lý do khác nữa, Mao đã đưa ra Cách mạng Văn hóa năm 1966, trong khoảng thời gian này Đặng đã bị mất sự ủng hộ và bị buộc rút lui khỏi tất cả chức vụ của ông.
Trong suốt Cách mạng Văn hóa, ông và gia đình là mục tiêu của Hồng vệ binh, họ đã bỏ tù con trai cả của ông, Đặng Phác Phương, Đặng Phác Phương bị tra tấn và bị ném ra ngoài của sổ từ tầng 4 năm 1968, trở thành một người tàn phế. Vào tháng 10 năm 1969, Đặng Tiểu Bình được gửi tới nhà máy máy kéo Xinjian thuộc vùng nông thôn Giang Tây để làm việc như một công nhân. Trong 4 năm tại đây, Đặng đã dành thời gian rỗi của ông để viết. Ông bị chỉ trích trên khắp cả nước, nhưng ở cấp độ thấp hơn so với Chủ tịch Lưu Thiếu Kỳ.
Sau khi người kế tục thứ hai của Mao, phó Chủ tịch đảng Lâm Bưu bị chết trong một tai nạn máy bay năm 1971 (theo một báo cáo ông đang cố gắng trốn khỏi Trung Quốc sau khi thất bại trong một cuộc đảo chính chống lại Mao), Đặng Tiểu Bình (người đã từng là chính ủy của Quân đoàn số 2 trong nội chiến) trở thành lãnh đạo quân sự ảnh hưởng nhất còn lại. Khi Thủ tướng Chu Ân Lai, người nếu sống đủ lâu có lẽ là người kế vị thứ ba của Mao, đã mắc bệnh ung thư, Đặng trở thành sự lựa chọn của Chu như là người kế nhiệm, nghĩa rằng ông có thể về lý thuyết là người kế vị của Mao. Chu đã thuyết phục đưa Đặng trở lại chính trường năm 1974 với vai trò là Phó thủ tướng thứ nhất, trong thực tế điều hành công việc của Thủ tướng. Đặng đã tập trung tái cấu trúc nền kinh tế đất nước và nhấn mạnh sự thống nhất như là bước đi đầu tiên bằng cách nâng sản lượng sản xuất. Ông đã cẩn thận, tuy nhiên, để tránh mâu thuẫn với tư tưởng Mao Trạch Đông. Tháng một năm 1975, ông đã được bầu thêm chức Phó chủ tịch của Đảng trong Ủy ban trung ương lần thứ 10 cho lần đầu tiên trong vai trò đảng viên của ông. Li Desheng đã từ chức trong sự tán thành của ông. Đặng là một trong năm phó chủ tịch Đảng, với Chu là phó chủ tịch thứ nhất.

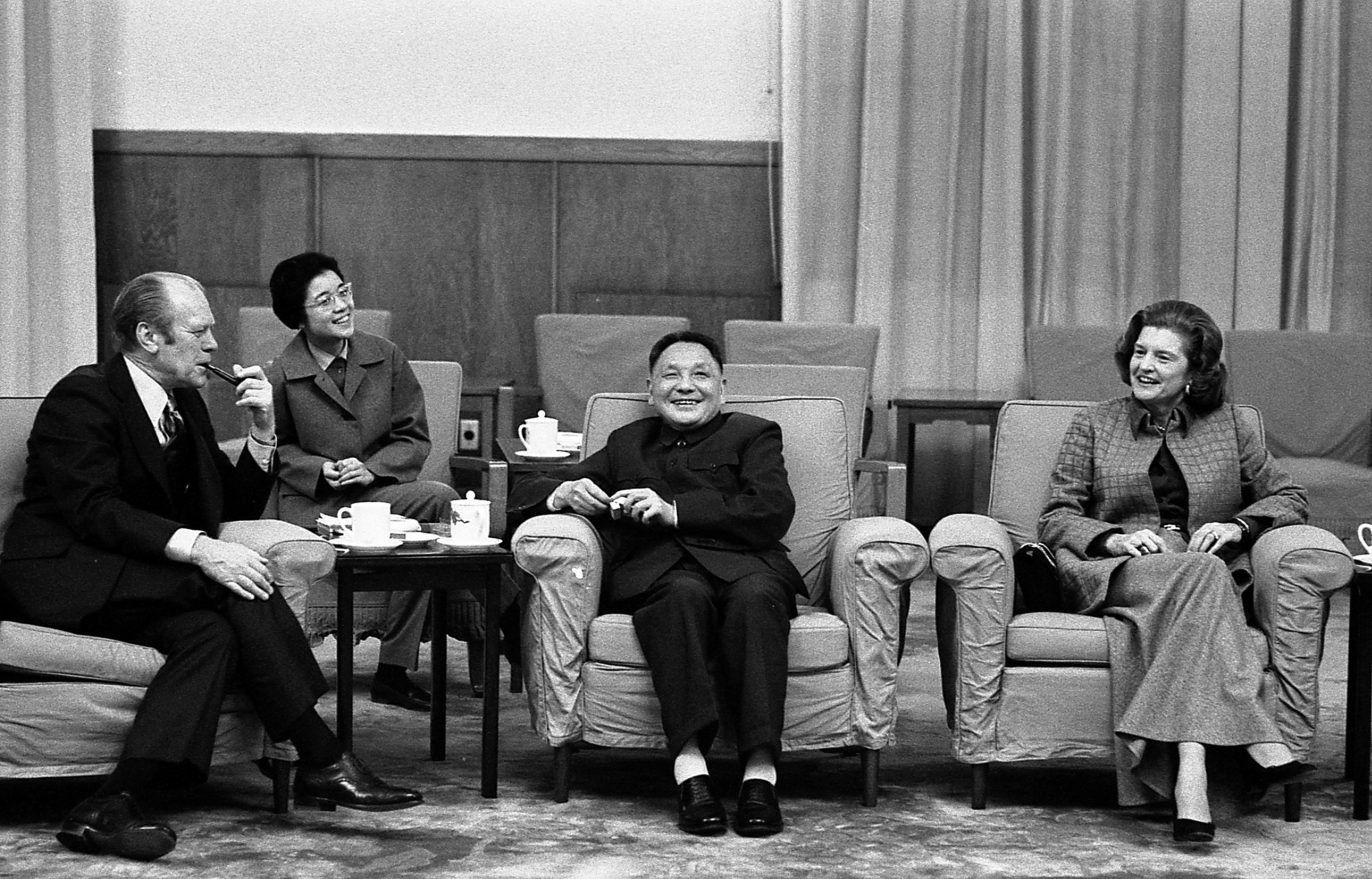
Đặng ở giữa với tổng thống Hoa Kỳ Gerald Ford (trái)1975

Trong thời gian này, Đặng đã thành lập Phòng Nghiên cứu Chính trị, lãnh đạo bởi những tri thức như Hu Qiaomu, Yu Guangyuan và Hu Sheng, được giao phó để tiếp cận nghiên cứu những cải cách chính trị và kinh tế. Ông đã lãnh đạo nhóm của mình và quản lý dự án trong giới hạn Quốc vụ viện, để tránh mối nghi ngờ của Tứ nhân bang.
Cách mạng văn hóa chưa kết thúc, và một nhóm chính trị cánh tả cấp tiến được gọi là Tứ nhân bang, lãnh đạo bởi vợ của Mao là Giang Thanh, đã cạnh tranh quyền lực trong Đảng. Tứ nhân bang đã xem Đặng như là đối thủ lớn nhất của họ. Mao, cũng đã nghi ngờ rằng Đặng sẽ phá hủy danh tiếng của Cách mạng văn hóa, chính sách mà Mao xem như là một trong những sáng kiến vĩ đại nhất. Khoảng cuối năm 1975, Đặng được yêu cầu để viết ra một loạt những thứ gọi là Tự phê bình. Mặc dù ông đã thừa nhận có một quan điểm tư tưởng không phù hợp trong khi đang giải quyết những công việc của đảng và quốc gia, ông đã miễn cưỡng thừa nhận rằng những chính sách của ông là sai về cơ bản. Sự đối địch của ông và Tứ nhân bang càng lớn hơn, và Mao dường như ngả về Tứ nhân bang. Mao đã từ chối tự phê bình của Đặng và yêu cầu Ban chấp hành trung ương Đảng để "thảo luận những sai lầm hoàn toàn của Đặng".

### Chiến dịch 'Phê bình Đặng'
Chu Ân Lai chết vào tháng 1 năm 1976, gây ra nỗi đau buồn cho cả quốc gia. Chu là một nhân vật quan trọng trong đời sống chính trị của Đặng, cái chết của ông đã làm mất đi sự ủng hộ còn lại cho Đặng trong Ban chấp hành Trung ương. Sau khi Đặng phát biểu ca ngợi Chu tại lễ tang, Tứ nhân bang, với sự cho phép của Mao, đã bắt đầu cái gọi là chiến dịch "Phê bình Đặng và Phản đối Sự phục hồi của Những thành phần Cánh hữu". Hoa Quốc Phong, không phải Đặng, được chọn làm người kế tục Mao với tư cách Thủ tướng vào ngày 4 tháng 2 năm 1976.

## Nắm quyền và cầm quyền từ năm 1977-1989
Sau khi Mao qua đời vào ngày 9 tháng 9 năm 1976 và việc Bè lũ bốn tên bị loại bỏ vào tháng 11 năm 1976, Đặng nổi lên như một lãnh đạo trên thực tế của Trung Quốc. Trước khi Mao mất, chỉ có vị trí trong chính phủ ông đang giữ là Phó thủ tướng thứ nhất của Hội đồng nhà nước, nhưng Hoa Quốc Phong muốn loại bỏ những thành phần cực đoan trong Đảng và thành công loại trừ Bè lũ bốn tên. Vào ngày 22 tháng 7 năm 1977, Đặng được phục hồi chức vụ Phó chủ tịch của Ủy ban trung ương, Phó Chủ tịch của Ủy ban quân sự và Tổng tư lệnh của Bộ tổng tham mưu Quân giải phóng Trung Quốc.
Từ ngày 10 tháng 11 đến ngày 15 tháng 12 năm 1978, Hội nghị công tác trung ương đã diễn ra với sự tham dự của lãnh đạo các tỉnh, các quân khu, và Trung ương Đảng, chính phủ, và cơ quan quốc phòng. Chương trình nghị sự ban đầu tập trung vào các vấn đề trong nước – phát triển nông nghiệp và chính sách kinh tế trong các năm 1979 và 1980 – và không bao gồm tình hình Đông Dương, trái với khẳng định đã nêu của King Chen. Cuộc họp đã có một bước ngoặt bất ngờ khi Trần Vân (Chen Yun), một nhà hoạch định kinh tế kế hoạch cho Mao, phát biểu vào ngày 12 tháng 11 nhấn mạnh họ trước tiên phải giải quyết các hậu quả để lại của Cách mạng Văn hoá. Chương trình nghị sự sau đó đã chuyển sang vấn đề phục chức cho các đảng viên cấp cao trước đây bị truy tố trong Cách mạng Văn hoá và sang hướng chỉ trích liên minh Hoa – Uông vì tiếp tục theo đuổi chính sách tư tưởng cực tả. Cuộc họp kết thúc với quyết định triệu tập Hội nghị TW 3 của Đại hội Đảng khoá 11, ở đây Trần Vân đã trở thành Phó Chủ tịch ĐCSTQ, củng cố vị thế chính trị của Đặng Tiểu Bình. Với bầu không khí chính trị thay đổi ở Bắc Kinh, các quyết định của Đặng dần trở lên có ảnh hưởng cao tại chính trường Trung Quốc.
Cuối cùng, bằng sự chuẩn bị kĩ lưỡng huy động sự ủng hộ trong nội bộ đảng, Đặng đã đánh bại Hoa, người từng xá tội cho ông và loại bỏ Hoa khỏi vị trí lãnh đạo cấp cao đang nắm giữ vào khoảng năm 1980.

### Cho phép những phê bình
Đặng bãi bỏ Cách mạng Văn hóa và trong năm 1977 và đưa ra "Mùa xuân Bắc Kinh". Trong khi đó, ông đã thúc đẩy việc bãi bỏ hệ thống lý lịch giai cấp. Dưới hệ thống này, Đảng cộng sản Trung Quốc đã cởi bỏ những rào chắn cho những người mà được cho là có liên hệ với giai cấp địa chủ; sự cởi bỏ của nó đã cho phép một nhóm người ủng hộ khôi phục thị trường tư nhân để họ gia nhập Đảng cộng sản.
Đặng đã dần dần loại bỏ những đối thủ chính trị của ông. Bằng cách khuyến khích những chỉ trích đại chúng về Cách mạng văn hóa, ông đã làm suy yếu những người mà đã có được vị trí hiện tại của họ nhờ những việc họ đã làm trong sự kiện, trong khi củng cố những vị trí đồng minh của ông mà đã bị thanh trừng trong thời gian này. Đặng cũng nhận được một thỏa thuận lớn về sự ủng hộ của người dân. Khi Đặng dần dần củng cố quyền lực ở Đảng cộng sản, Hoa đã được thay thế bởi Triệu Tử Dương với vai trò thủ tướng năm 1980, và bằng Hồ Diệu Bang với chức vụ Tổng bí thư năm 1981, mặc dù trong thực tế Hoa là người được Mao Trạch Đông chọn như người kế tục ông với tư cách là "lãnh đạo tối cao" của Đảng cộng sản Trung Quốc và Cộng hòa nhân dân Trung Quốc.
Những quyết định quan trọng đã luôn được thực hiện ở nhà của Đặng ở Trung Nam Hải với một cuộc họp riêng với 8 cán bộ cao cấp khác, được gọi là Bát đại nguyên lão, đặc biệt với Trần Vân và Lý Tiên Niệm. Đặng đã nắm quyền hành với tư cách là "lãnh tụ tối cao" mặc dù ông chưa bao giờ giữ những vị trí hàng đầu của đảng, và đã dần dần loại bỏ ba lãnh đạo đảng, bao gồm Hồ Diệu Bang. Đặng vẫn còn ảnh hưởng lớn tới Đảng cộng sản Trung Quốc, tuy nhiên sau năm 1987 những chức vụ của ông chỉ là Chủ nhiệm Ủy ban Cố Vấn Đảng Cộng Sản Trung Quốc và chủ tịch Ủy ban quân sự trung ương Đảng cộng sản.

### Vị trí của Mao ở Trung Quốc
Với việc Đặng trở thành nhân vật số một mới của Trung Quốc có nghĩa rằng các vấn đề lịch sử và tư tưởng xung quanh Mao Trạch Đông phải được giải quyết thích đáng. Bởi vì Đặng mong muốn những cải cách sâu rộng, nó đã không thể cho ông tiếp tục theo con đường cứng rắn của Mao là những chính sách "đấu tranh giai cấp" và những chiến dịch đại chúng. Trong năm 1982 Ban chấp hành TW Đảng đã phát hành một tài liệu được đặt tên là "Bàn về những vấn đề lịch sử khác nhau kể từ sự thành lập Cộng hòa nhân dân Trung Quốc". Mao vẫn giữ địa vị của ông như là một "người Mác xít, nhà cách mạng vô sản, nhà quân sự vĩ đại", và là người thành lập và dẫn đường không thể chối cãi của đất nước và quân đội. "Những chính sách tốt của ông phải được xem xét trước những sai lầm của ông", tài liệu đã viết công khai. Bản thân Đặng đã bình luận rằng Mao: "bảy phần tốt, ba phần xấu". Tài liệu cũng đưa Mao ra khỏi những trách nhiệm chính của ông về Cách mạng Văn hóa (mặc dù nó đã tuyên bố rằng "Sai lầm của Mao là đã bắt đầu Cách mạng văn hóa") để "chống lại bè lũ cách mạng" của Bè lũ bốn tên và Lâm Bưu.

### Quan hệ quốc tế
Tháng 2 năm 1978, sau khi đã ổn định đất nước sau thời kì hỗn loạn chính trị, Đặng đã thăm Bangkok, Kuala Lumpur  và Singapore và đã gặp Thủ tướng Singapore Lý Quang Diệu. Đặng đã rất ấn tượng với sự phát triển kinh tế của Singapore, cây xanh, nhà ở, và sau đã gửi mười nghìn người Trung Quốc tới Singapore và các nước khắp thế giới để học những kinh nghiệm của họ và mang những kiến thức họ trở lại phục vụ đất nước.Lý Quang Diệu, đã khuyên Đặng dừng việc đưa Hệ tư tưởng Cộng sản tới Đông Nam Á, lời khuyên mà Đặng sau đó nghe theo.
Nhờ sự ủng hộ của những lãnh đạo đảng khác-những người đã phục hồi lại những vị trí của họ, từ năm 1978 việc nắm quyền của Đặng là không thể tránh khỏi. Mặc dù Hoa Quốc Phong giữ chính thức những vị trí cấp cao trong Cộng hòa nhân dân Trung Quốc, vị trí của ông, với sự ủng hộ ít ỏi, trở nên càng khó khăn. Vào năm 1978, trong suốt thời gian Đại hội Đảng cộng sản Trung Quốc lần thứ 11, Đặng đã nắm quyền.

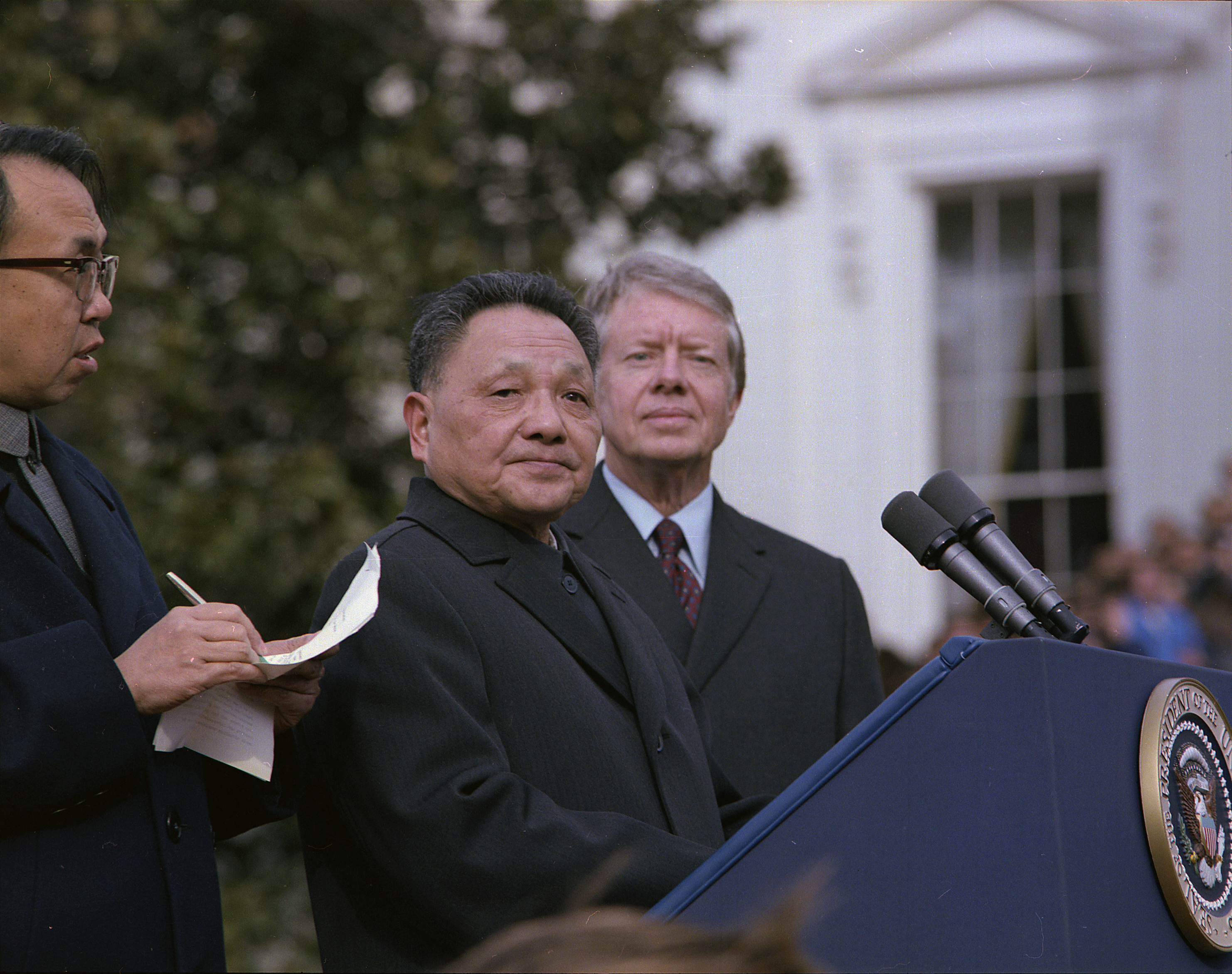
Đặng và Jimmy Carter tại lễ tiếp đón

Bắt đầu từ năm 1979, những cải cách kinh tế đã được thúc đẩy theo mô hình thị trường, trong khi những lãnh đạo vẫn giữ phong cách hùng biện kiểu Cộng sản cũ. Hệ thống hợp tác xã lần lượt được hủy bỏ và những người nông dân đã bắt đầu có nhiều tự do hơn để quản lý đất đai họ đã canh tác và bán sản phẩm của họ ra chợ. Tại thời điểm đó, nền kinh tế Trung Quốc đã mở cửa để buôn bán quốc tế. Vào ngày 1, tháng 1 năm 1979, Hoa Kỳ đã công nhận Cộng hòa nhân dân Trung Hoa, gạt Đài Loan sang một bên, và việc tiếp xúc giữa Trung Quốc và phương Tây đã bắt đầu phát triển. Vào cuối năm 1978, công ty hàng không vũ trụ Boeing đã thông báo bán Boeing 747 cho nhiều hãng máy bay ở Trung Quốc, và công ty đồ uống Coca-Cola đã công bố đại chúng ý định của họ mở kế hoạch sản xuất tại Thượng Hải.
Đầu năm 1979, Đặng đã nhận một lời mời thăm chính thức từ Hoa Kỳ, gặp Tổng thống Jimmy Carter ở Washington cũng như gặp nhiều nghị sỹ. Trung Quốc đã khẳng định rằng cựu tổng thống Richard Nixon được mời tới buổi tiệc chính thức ở Nhà Trắng, một biểu tượng biểu thị thái độ quả quyết của họ và mặt khác, mong muốn của họ với sáng kiến của Nixon. Trong suốt chuyến thăm; Đặng đã thăm Trung tâm không gian Johnson ở Houston, cũng như văn phòng chính của Coca-Cola và Boeing ở Atlanta và Seatle. Với những cuộc viếng thăm ý nghĩa, Đặng đã thể hiện rõ ràng rằng những ưu tiên hàng đầu của một chế độ Trung Quốc mới là phát triển kinh tế và khoa học kĩ thuật.
Mối quan hệ Trung-Nhật cũng đã cải thiện đáng kể. Đặng đã dùng Nhật Bản như một bài học về một cường quốc đang phát triển nhanh chóng, thiết lập một ví dụ điển hình cho nền kinh tế Trung Quốc.

### Bốn hiện đại hóa, kinh tế, nông nghiệp, khoa học, phòng thủ

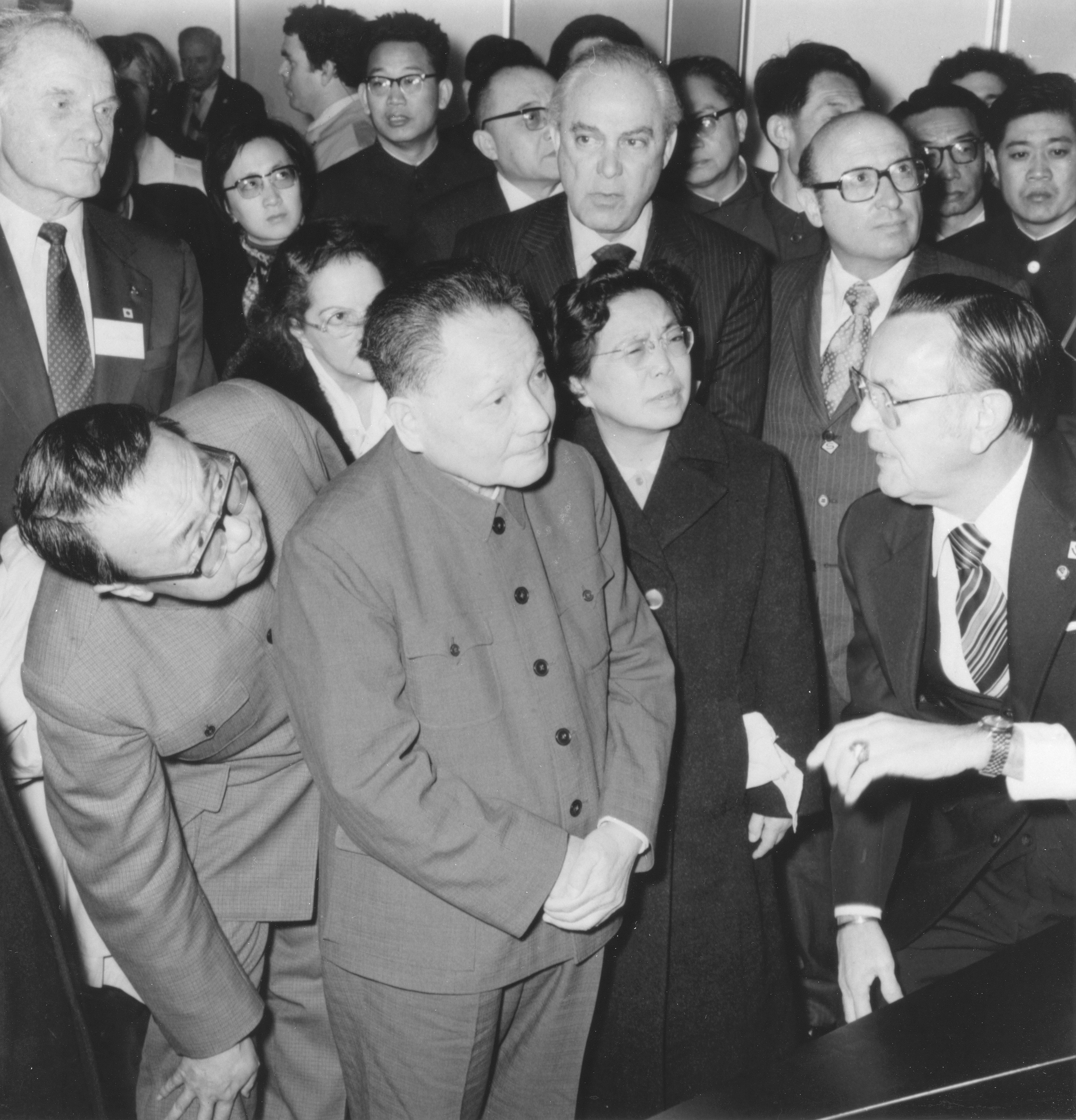
Đặng và vợ ông được chỉ dẫn bởi Johnson Space Center Giám đốc Christopher C. Kraft

Đặng đã trích dẫn câu tục ngữ "Vấn đề không phải là mèo trắng hay mèo đen, nếu nó bắt chuột nó là một con mèo tốt". Quan điểm đó chính là những phương thức chủ nghĩa tư bản đã vận hành. Đặng đã làm việc với đội của ông, đặc biệt là Triệu Tử Dương, người năm 1980 đã thay thế Hoa Quốc Phong làm thủ tướng, và Hồ Diệu Bang, người năm 1980 đã giữ vị trí tổng bí thư đảng. Đặng như vậy đã nắm quyền lực và bắt đầu tập trung vào những mục tiêu của "bốn hiện đại hóa"(kinh tế, nông nghiệp, khoa học và phát triển kĩ thuật và phòng thủ đất nước). Ông đã tuyên bố một kế hoạch tham vọng về việc mở cửa và mở rộng tự do kinh tế. Chỉ trong một vài năm họ đã làm những điều kì diệu khi cả thế giới theo dõi trong kinh ngạc.
Vị trí quyền lực cuối cùng vẫn giữ bởi Hoa Quốc Phong là chủ tịch Ủy ban quân sự Trung ương, đã bị tước đi bởi Đặng năm 1981. Tuy nhiên quá trình hiện đại hóa quân đội thực hiện chậm chạp. Một cuộc chiến tranh biên giới diễn ra với Việt nam trong năm 1977-79 đã gây ra những thay đổi thiếu khôn ngoan. Cuộc chiến làm hoang mang cho giới quan sát, nhưng Xiaoming Zhang thuyết phục Đặng rằng cuộc chiến có nhiều mục tiêu: dừng sự mở rộng ảnh hưởng của Liên Xô trong khu vực, đạt được sự ủng hộ của Hoa Kỳ cho bốn mục tiêu hiện đại hóa của ông, và huy động Trung Quốc cho cuộc cải tổ và hội nhập vào nền kinh tế thế giới. Đặng cũng tìm cách củng cố quyền lực của ông ở quân đội Trung Quốc, và chứng minh cho thế giới rằng Trung Quốc có khả năng chiến đấu trong một cuộc chiến thật sự. Zhang nghĩ sự trừng phạt Việt Nam do việc họ đã xâm lược Campuchia là một nguyên nhân không quan trọng. Trong cuộc chiến này, lực lượng Trung Quốc đã tỏ ra quá yếu kém trong những vấn đề như trang thiết bị, chiến thuật, lãnh đạo, và kinh nghiệm chiến trường. Sự đe dọa quân sự đến từ Liên Xô, nước mạnh hơn nhiều về quân sự dù ít lính hơn bởi vì Liên Xô đã tiến xa hơn về vũ khí và công nghệ. Đặng đã quyết định rằng Trung Quốc đầu tiên phải có một sự tiến bộ về cơ sở hạng tầng khoa học dân sự trước khi nó có thể hi vọng làm ra những vũ khí hiện đại. Vì vậy ông đã tập trung việc giảm quân số, cho những người lớn tuổi, những quan chức tham nhũng và vây cánh của họ nghỉ hưu. Ông đã nhấn mạnh việc tuyển dụng nhiều thanh niên có nền giáo dục tốt hơn những người có thể điều khiển công nghệ cao khi điều đó dứt khoát sẽ xảy ra. Để thay vào sự bổ nhiệm và tham nhũng trong quân đoàn, ông đã áp đặt kỉ luật nghiêm khắc trong tất cả các cấp bậc. Trong năm 1982 ông đã thành lập một ủy ban mới cho Khoa học, Kĩ thuật và Công nghiệp cho Quốc phòng để kế hoạch sử dụng sự phát triển công nghệ trong lĩnh vực dân sự.
Đặng đã làm rất ít để cải thiện mối quan hệ nghèo nàn với Brezhnev và Kremlin trong những năm đầu cầm quyền của ông. Ông đã tiếp tục tuân thủ đường lối chủ nghĩa Mao về thời kì Chia rẽ Xô-Trung mà Liên Xô như những siêu cường quốc "bá chủ" như Hoa Kỳ, nhưng nó đe dọa tới Trung Quốc hơn bởi vì hai nước biên giới sát nhau. Tuy nhiên, mối quan hệ với Liên Xô đã cải thiện kể từ khi Mikhail Gorbachev nắm quyền năm 1985, và cuối cùng đã khôi phục quan hệ cấp quốc gia với việc Đặng họp với Gorbachev năm 1989 trong Hội nghị Xô - Trung 1989.

### Xung đột Việt - Trung (1979-1990)
Cuối năm 1978, Đặng Tiểu Bình thực hiện một chuyến công du chính thức và lịch sử với tư cách lãnh đạo tối cao của Trung Quốc để vừa thúc đẩy Bốn Hiện đại và vừa dọn đường đánh Việt Nam. Ngày 28 tháng 1 năm 1979, Đặng Tiểu Bình lên đường chính thức viếng thăm Mỹ nhằm bình thường hoá quan hệ hai nước. Hai ngày sau khi trở lại Bắc Kinh, ngày 11 tháng 2 năm 1979, Đặng Tiểu Bình triệu tập phiên họp mở rộng của Bộ Chính trị và giải thích đặc điểm và mục tiêu của cuộc tấn công Việt Nam. Ngày 17 tháng 2 năm 1979, Đặng Tiểu Bình đưa khoảng từ 300 ngàn đến 600 ngàn quân tấn công Việt Nam. Sự kiện này được ghi nhận là chiến tranh biên giới Việt-Trung 1979 mà kéo dài cho tới 1990 (xem Xung đột Việt–Trung 1979–90).

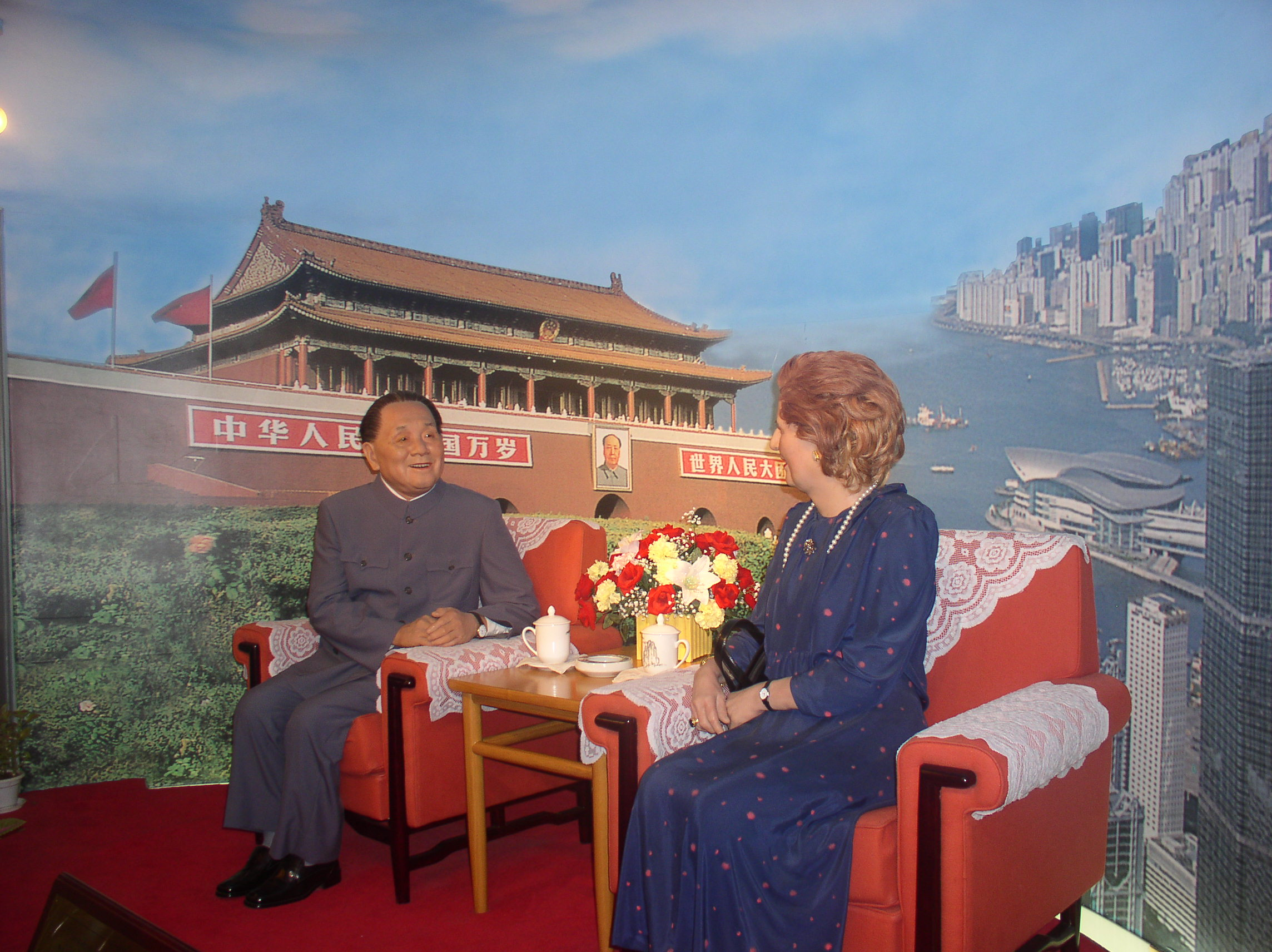
Một mô hình được dựng lại về cuộc gặp giữa Đặng Tiểu Bình và Thủ tướng Anh Margaret Thatcher, năm 1984, Thâm Quyến

Động cơ chính của Trung Quốc trong tấn công Việt Nam là kiềm chế tham vọng Việt Nam ở Đông Nam Á, ngăn chặn mối đe dọa Việt Nam đối với an ninh quốc gia Trung Quốc và phơi bày chỗ yếu của Liên Xô. Ý định của Đặng Tiểu Bình nêu công khai là "dạy cho Việt Nam một bài học" đã tạo ra một ấn tượng sai lệch rằng mục đích chính của cuộc chiến chỉ đơn giản là một "hành động trả thù". Ngay từ đầu, Bắc Kinh đã hạn chế nghiêm ngặt các mục tiêu, thời gian và phạm vi, và tiến hành chiến tranh tránh vượt hơn một cuộc xung đột biên giới giữa hai nước. Tuy nhiên, sau khi Việt Nam đưa quân đánh đuổi chế độ Pol Pot ở Campuchia, một đồng minh của Trung Quốc, Trung Quốc mở rộng mục tiêu gồm cả việc xâm lược vùng Tây Bắc Việt Nam. Suốt một thời gian dài sau đó, chính sách bao vây kinh tế và pháo kích biên giới của Đặng Tiểu Bình đã gây nhiều khó khăn cho Việt Nam.

### Trao trả Hồng Kông và Ma Cao
Từ năm 1980 trở đi, Đặng đã lãnh đạo sự phát triển kinh tế và về mặt chính trị đã thương lượng với thủ tướng Anh để hoàn lại lãnh thổ Hồng Kông, cuộc gặp cá nhân với Thủ tướng Anh lúc ấy là Margaret Thatcher. Thatcher đã tham dự cuộc gặp với hi vọng giữ sự quản lý của Anh lên Bán đảo Hồng Kông và Cửu Long- hai trong ba phần lãnh thổ hợp thành của thuộc địa- nhưng điều đó đã được từ chối dứt khoát bởi Đặng. Những kết quả đàm phán được gọi là Tuyên bố chung Trung-Anh , được ký vào 19 tháng 12 năm 1984, thứ đã chính thức vạch ra sự trả lại của Anh tới Trung Quốc thuộc địa Hồng Kông của họ vào năm 1997. Chính phủ Trung Quốc đã cam kết tôn trọng hệ thống kinh tế và quyền tự do dân sự của thuộc địa Anh trong 50 năm sau khi bàn giao.
Dưới sức ép từ Trung Quốc, năm 1987 Bồ Đào Nha đồng ý trả lại Ma Cao năm 1999, với một thỏa thuận tổng thể giống với Hồng Kông. Để quản lý hai lãnh thổ mới được trả về, Đặng đã dựa trên một nguyên tắc chính trị được đề ra bởi ông mà ông gọi là "một quốc gia, hai chế độ", điều ám chỉ tới việc cùng tồn tại dưới một quyền lực chính trị với những hệ thống kinh tế khác nhau của cộng sản và tư bản. Mặc dù lý thuyết này được áp dụng cho Hồng Kông và Ma Cao, Đặng có vẻ cũng muốn làm điều này với Đài Loan.

### Ba bước để phát triển kinh tế
Vào tháng 10 năm 1987, trong Kì họp toàn thể của Đại hội nhân dân quốc gia, Đặng được bầu lại với chức vụ Chủ tịch quân ủy trung ương, nhưng ông đã từ chức Chủ tịch của Ủy ban cố vấn Trung ương và được kế tục bởi Trần Vân. Đặng tiếp tục để chủ trì và phát triển cải cách và mở cửa như là chính sách cơ bản. và ông đã đưa ra ba bước cho chiến lược phát triển nền kinh tế Trung Quốc, trong vòng 7 năm: bước một, gấp đôi GNP năm 1980 và bảo đảm rằng người dân đủ cơm ăn và áo mặc, điều đã đạt được vào cuối những năm thập kỉ 1980; bước hai, tăng gấp 4 lần GNP năm 1980 khi thế kỉ 20 kết thúc, điều đã đạt được năm 1995 trước mốc đã đề ra; bước thứ 3, tăng phần trăm theo đầu người GNP, tới mức của những nước phát triển trung bình khoảng năm 2050, tại thời điểm đó, người Trung Quốc sẽ thật sự sung túc và hiện đại hóa sẽ được thực hiện cơ bản.

### Cải cách kinh tế
Cải thiện những mối quan hệ với thế giới bên ngoài là điều thứ hai trong hai bước thay đổi khôn ngoan quan trọng được vạch ra trong chương trình cải cách của Đặng được đặt tên là "Cải cách và Mở cửa" (Gaige Kaifang). Xã hội, chính trị hệ thống kinh tế Trung Quốc sẽ trải qua những thay đổi quan trọng trong thời kì Đặng nắm quyền. Những mục tiêu cải cách của Đặng được tóm tắt bởi "Bốn hiện đại hóa", đó là nông nghiệp, công nghiệp, khoa học và công nghệ, và quân sự.
Chiến lược cho việc đạt được những mục tiêu trong việc trở thành một quốc gia hiện đại, công nghiệp là kinh tế thị trường xã hội chủ nghĩa. Đặng đã thảo luận rằng Trung Quốc đang trong thời kỳ chủ nghĩa xã hội nguyên thủy và nhiệm vụ của đảng là hoàn thiện điều gọi là "chủ nghĩa xã hội với đặc sắc Trung Quốc" và "tìm kiếm bản chất vấn đề từ những thứ xác thực". (Điều đó khá giống với lý thuyết của Lenin trong Chính sách kinh tế mới trong những năm 1920, mà đã lập luận rằng Liên Xô đã không tiến đủ sâu vào giai đoạn chủ nghĩa tư bản và do đó cần chủ nghĩa tư bản một cách giới hạn để phát triển đầy đủ phương tiện sản xuất của nó).
Những giải thích trong Chủ nghĩa Mao đã làm giảm vai trò của hệ tư tưởng trong việc quyết định kinh tế. Giảm những nguyên tắc cộng sản nhưng không nhất thiết chỉ trích Chủ nghĩa Marx - Lenin, Đặng đã nhấn mạnh rằng "chủ nghĩa xã hội không có nghĩa là chia sẻ sự nghèo khó". Lý thuyết của ông biện bạch cho sự sự thừa nhận thị trường tự do  được viết như sau:
"Kế hoạch hóa và thị trường tự do không phải là sự khác nhau cơ bản giữa chủ nghĩa xã hội và chủ nghĩa tư bản. Một nền kinh tế kế hoạch không phải định nghĩa cho chủ nghĩa xã hội, bởi vì có kế hoạch hóa trong chủ nghĩa tư bản; kinh tế thị trường cũng xảy ra trong chủ nghĩa xã hội. Kế hoạch hóa và thị trường tự do là cả hai cách trong quản lý hoạt động kinh tế"

Khác với Hoa Quốc Phong, Đặng đã tin rằng không chính sách nào nên bị từ chối hoàn toàn đơn giản bởi vì nó không tỏ ra đồng ý với Mao. Không giống với nhiều lãnh đạo bảo thủ như Trần Vân, Đặng không phản đối tới những chính sách lên các lĩnh vực mà chúng giống với một trong trong số các chính sách được tìm thấy trong các quốc gia tư bản.
Những nền tảng chính trị linh hoạt trong mối quan hệ với chủ nghĩa xã hội được ủng hộ mạnh mẽ bởi những trích dẫn như:
Chúng ta không phải lo lắng để chấp nhận những phương pháp điều hành cấp cao được ứng dụng trong những quốc gia tư bản (...) Nhiều tính chất của chủ nghĩa xã hội là tự do và phát triển hệ thống sản xuất (...) Chủ nghĩa xã hội và kinh tế thị trường là không phải kỵ nhau (...) Chúng ta phải đề cập tới sự hữu khuynh, những trên hết, chúng ta phải đề cập về sự tả khuynh.

Mặc dù Đặng đã đưa ra lý thuyết nền tảng và ủng hộ chính trị để cho phép cải cách kinh tế xảy ra, sự nhất trí chung giữa những sử gia là chỉ một vài cải cách kinh tế mà Đặng đã giới thiệu được tạo ra bởi chính bản thân ông. Thủ tướng Chu Ân Lai, ví dụ, đã tiên phong cho Bốn hiện đại hóa nhiều năm trước Đặng. Ngoài ra, nhiều cải cách có thể được giới thiệu bởi những lãnh đạo địa phương, thường không được cho phép trực tiếp bởi chính quyền trung ương. Nếu thành công và triển vọng, những cải cách đó sẽ được chấp nhận bởi những khu vực rộng lớn khác và cuối cùng được giới thiệu cả nước. Một ví dụ được trích dẫn thường xuyên là "hệ thống kinh tế hộ gia đình", chính sách ban đầu bí mật được thực hiện bởi một làng nông thôn nghèo tại lúc mà có thể rủi ro bị kết án là "phản cách mạng". Kinh nghiệm đó đã chứng minh thành công. Đặng công khai củng hộ nó và nó sau đó được chấp nhận khắp cả nước. Nhiều cải cách khác bị ảnh hưởng bởi những kinh nghiệm của những quốc gia phát triển ở châu Á, gọi là Bốn con hổ châu Á.
Điều đó tương phản rõ nét với khuôn mẫu trong cải tổ (perestroika)được thực hiện bởi Mikhail Gorbachev mà những cải cách chính được tạo ra bởi chính Gorbachev. Những cải cách tiếp cận từ dưới lên của Đặng, tương phản với tiếp cận từ trên xuống của perestroika, có thể là một nhân tố then chốt trong những thành công của ông.
Những cải cách của Đặng thật sự bao gồm việc đưa vào việc điều hành kế hoạch hóa, tập trung hóa nền kinh tế vĩ mô bởi những nhà kỹ trị, từ bỏ những kiểu chiến dịch quần chúng về xây dựng kinh tế. Tuy nhiên không giống phong cách Xô viết, sự điều hành gián tiếp thông qua cơ chế thị trường. Đặng đã duy trì di sản của Mao để ở mức độ nào đó mà ông đã nhấn mạnh vai trò hàng đầu của năng suất nông nghiệp và đã khuyến khích một sự phân quyền quan trọng của việc thực hiện quyết định trong những hợp tác xã kinh tế nông thôn và kinh tế hộ cá thể nông dân. Ở cấp địa phương, khích lệ vật chất, phần nào hơn tuyên truyền chính trị, được dùng để thúc đẩy lực lượng lao động, bao gồm cho phép người nông dân kiểm thêm thu nhập bằng việc bán sản phẩm tư nhân của họ theo giá thị trường.

### Trấn áp những cuộc biểu tình và bạo loạn trên quảng trường Thiên An Môn
Những cuộc biểu tình và bạo loạn trên quảng trường Thiên An Môn, kết thúc vào ngày tàn sát 6 tháng 4 năm 1989, là một loạt những cuộc biểu tình trong và gần quảng trường Thiên An Môn trong Cộng hòa Nhân dân Trung Hoa khoảng từ 15 tháng 4 tới 5 tháng 6 năm 1989, năm mà nhiều chính phủ cộng sản khác trên thế giới sụp đổ.
Những cuộc biểu tình xảy ra bởi sự kiện cái chết của Hồ Diệu Bang, một quan chức cải cách được hậu thuẫn bởi Đặng nhưng bị gạt ra bởi Bát đại nguyên lão và những người bảo thủ trong bộ chính trị. Nhiều người đã không hài lòng với phản ứng chậm chạp của đảng và sự chuẩn bị đám tang tương đối lặng lẽ. Quần chúng đau buồn đã bắt đầu đổ ra đường ở Bắc Kinh và các trường đại học trong những khu vực xung quanh. Ở Bắc Kinh đám đông tập trung tại Đài tưởng niệm Anh hùng nhân dân ở quảng trường Thiên An Môn. Sự đau buồn đã trở thành một sự kết nối quần chúng về sự tức giận chống lại nạn gia đình trị trong chính phủ, sự thải hồi bất công và cái chết sớm của Hồ, và vai trò đằng sau hậu trường của các nguyên lão trong Bộ chính trị. Khắp mọi nơi của đám tang Hồ, cuộc biểu tình đạt tới con số 100.000 người ở quảng trường Thiên An Môn. Trong khi những người biểu tình thiếu một nguyên nhân thống nhất hoặc lãnh đạo, một số lên án vấn đề tham nhũng trong chính phủ và một vài tiếng nói đã kêu gọi cho tự do kinh tế và cải cách dân chủ trong cấu trúc của chính phủ trong khi những người khác kêu gọi phải ít độc đoán hơn và bớt tập trung hóa hình thức của chủ nghĩa xã hội.
Vào năm 1989, Sự kiện Thiên An Môn diễn ra. Đây là cuộc biểu tình do một nhóm sinh viên Trung Quốc dẫn đầu. Một số nguồn cho rằng Đặng Tiểu Bình theo phe ủng hộ sự thay đổi trong nền kinh tế Trung Quốc, cùng với một số đồng minh như Triệu Tử Dương. Không có một báo cáo chính xác về vai trò của Đặng Tiểu Bình trong cuộc biểu tình, dù có một số người tin rằng ông ta đã tham gia vào việc ra lệnh cho quân đội trấn áp cuộc biểu tình. Theo các ước đoán từ những nguồn khác nhau thì có khoảng 1.000 - 5.000 thường dân thiệt mạng trong cuộc đụng độ. Sau sự kiện Thiên An Môn, Trung Quốc thực hiện lùng bắt một cách có quy mô những người ủng hộ phong trào này, giới hạn các nhà báo nước ngoài và kiểm duyệt tất cả báo chí trong nước. Sự kiện này bị các nước phương Tây lên án, cho đến tận ngày nay đa số người dân Trung Quốc không biết đến sự kiện này do Trung Quốc kiểm duyệt rất gắt gao.

## Từ chức và chuyến đi xuống phía nam 1992

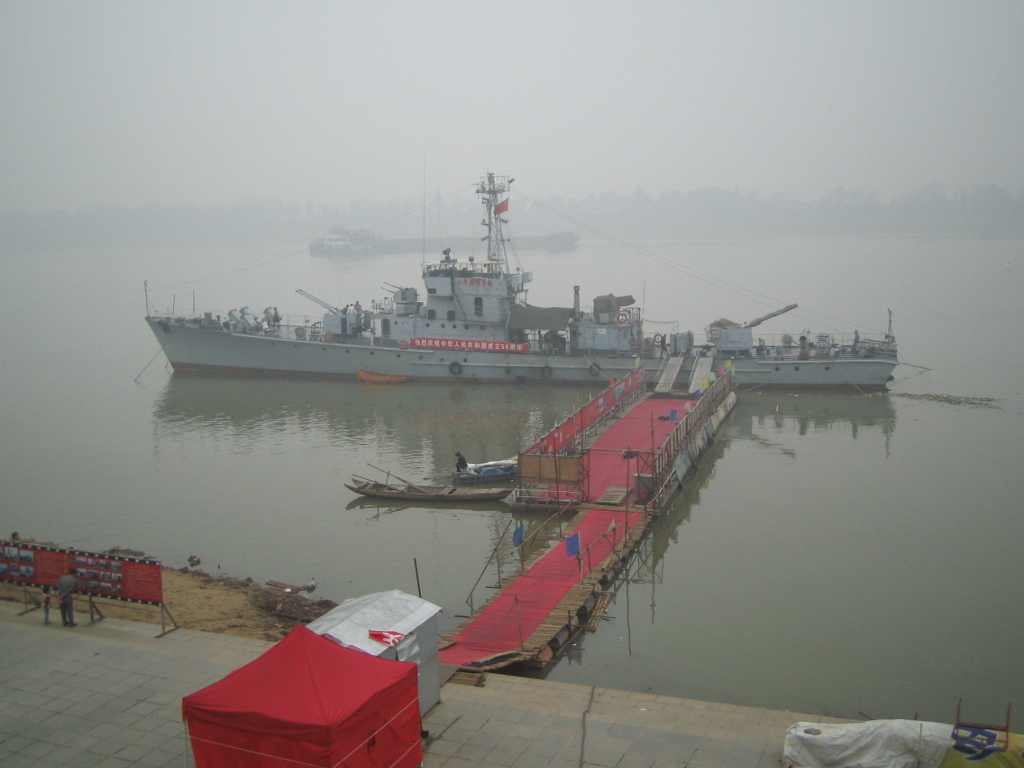
Một tàu tuần tra mà Đặng đã dùng khi thực hiện chuyến đi xuống phía Nam, 1992

Một cách chính thức, Đặng đã quyết định rút lui khỏi những vị trí cấp cao nhất khi ông đã từ chức Chủ tịch của Ủy ban quân ủy trung ương trong năm 1989, và đã rút khỏi sân khấu chính trị Trung Quốc năm 1992, tuy nhiên, vẫn trong thời kỳ Đặng Tiểu Bình. Ông đã tiếp tục xem như là "nhà lãnh đạo tối cao" của đất nước, được tin rằng đã kiểm soát phía sau hậu trường. Đặng được công nhận chính thức như là "kiến trúc sư của cải cách kinh tế Trung Quốc và hiện đại hóa xã hội chủ nghĩa Trung Quốc". Đối với Đảng cộng sản, ông được tin là đã thiết lập một hình mẫu tốt cho cán bộ những người mà không chịu nghỉ hưu khi họ tuổi cao. Ông đã phá vỡ những qui ước trước đây về việc nắm giữ chức vụ suốt đời, một truyền thống mà có thể vẫn còn cho tới năm 2018 với việc Tập Cận Bình phá bỏ giới hạn nhiệm kỳ. Ông thường được noi tới một cách đơn giản là Đồng chí Tiểu Bình, với không danh hiệu kèm theo.
Do sự kiện Thiên An Môn, quyền lực của Đặng đã suy giảm đáng kể và có những sự chống đối về việc cải cách của Đặng trong Đảng cộng sản. Để xác nhận lại những cải cách này, mùa xuân năm 1992, Đặng đã thực hiện chuyến đi nổi tiếng xuống phía Nam, thăm Quảng Châu, Thâm Quyến, Châu Hải và đón năm mới ở Thượng Hải, sử dụng chuyến đi như là một phương pháp xác nhận lại những chính sách kinh tế của ông sau khi ông nghỉ hưu. Chuyến đi xuống phía Nam được xem xét một cách rộng rãi như là dấu mốc quan trọng trong lịch sử hiện đại Trung Quốc, khi nó đã cứu Cải cách kinh tế Trung Quốc và giữ được sự ổn định xã hội.

## Qua đời và phản ứng

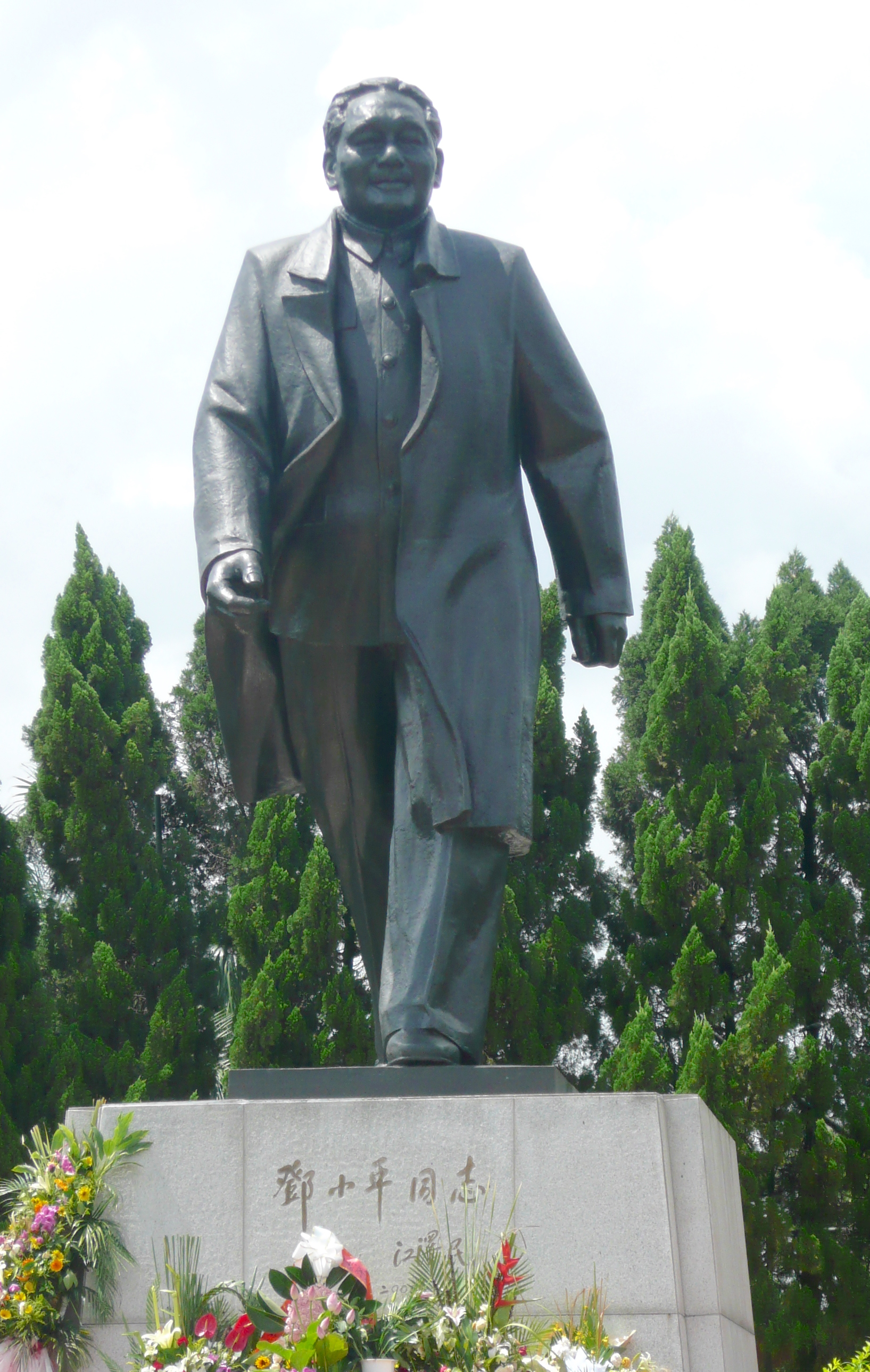
Tượng Đặng Tiểu Bình ở Thâm Quyến

Đặng Tiểu Bình qua đời ngày 19 tháng 2 năm 1997 ở tuổi 92 vì bệnh Parkinson và bệnh viêm phổi. Nhà nước Trung Quốc khen ngợi ông như là "một người Mác-xít vĩ đại, một nhà cách mạng vô sản, chính khách, nhà chiến lược quân sự và ngoại giao vĩ đại; một trong những lãnh đạo của 
Đảng Cộng sản Trung Quốc, Giải phóng quân Nhân dân Trung Quốc và Cộng hòa Nhân dân Trung Hoa; kiến trúc sư vĩ đại trong việc mở cửa và hiện đại hóa chủ nghĩa xã hội Trung Quốc; người sáng lập lý luận Đặng Tiểu Bình".
Đúng 10 giờ sáng ngày 24 tháng 2, người dân được yêu cầu dừng lại mọi hoạt động và im lặng trong ba phút, quốc kỳ Trung Quốc treo rủ trong một tuần. Lễ tang được tiến hành đơn giản và tương đối riêng tư với sự tham dự của những nhà lãnh đạo quốc gia và gia đình Đặng, được phát sóng trực tiếp trên tất cả các kênh truyền hình khắp lãnh thổ Trung Quốc.
Sau lễ tang, nội tạng của ông được tặng cho trung tâm nghiên cứu y khoa, thi hài Đặng Tiểu Bình được hỏa táng và tro sau đó được rải xuống biển theo ước nguyện của ông. Hai tuần sau, truyền thông quốc gia Trung Quốc cho phát sóng những câu chuyện và phim tài liệu liên quan tới cuộc sống của Đặng.
Một số nhóm người Trung Quốc, đặc biệt là những người theo chủ nghĩa Mao hiện đại và nhà cải cách cực đoan (cánh tả và cánh hữu) đã có quan điểm tiêu cực với Đặng. Những năm sau này, bài hát "Câu chuyện mùa xuân", được sáng tác trong dịp Đặng đi xuống phía Nam năm 1992, một lần nữa được phát sóng rộng rãi.
Tổng thư ký Liên Hợp Quốc Kofi Annan đã hồi tưởng: 
| “ | Trong cộng đồng thế giới nói chung Đặng như là một kiến trúc sư chính của quá trình hiện đại hóa và sự phát triển kinh tế kinh ngạc của Trung Quốc. | ” |

Tổng thống Pháp Jacques Chirac đã nói:
| “ | Trong thế kỉ này, chỉ một vài người như Đặng đã lãnh đạo một đất nước lớn qua những thay đổi sâu sắc. | ” |

## Tưởng niệm
Khi so sánh những đài tưởng niệm của những lãnh đạo Đảng Cộng sản TQ khác, sự tưởng nhớ tới Đặng là kín đáo, phù hợp với tư duy của Đặng về chủ nghĩa thực dụng. Hơn nữa, ông đã được hỏa táng và tro cốt của ông được rải xuống biển, trái với việc ướp xác như Mao.
Có nhiều hình ảnh công cộng của Đặng ở trong nước. Một bức tượng đồng của Đặng được dựng vào 15 tháng 11 năm 2000, tại quảng trường tráng lệ của Công viên Lianhua Mountain ở Thâm Quyến. Bức tượng đó được tưởng nhớ tới vai trò của Đặng như là một nhà hoạch định và đóng góp tới sự phát triển của Khu vực kinh tế đặc biệt Thâm Quyến, bắt đầu từ 1979. Bức tượng cao 6m, với 3.68 m bệ đỡ. Bức tượng mô tả Đặng đang tự tin đi những bước dài về phía trước. Nhiều lãnh đạo quốc gia đã thăm bức tượng. Ngoài ra, trong những khu vực bờ biển trên đảo tỉnh Hải Nam, Đặng được thấy trên những biển hiệu bên đường với những lời nói nhận mạnh về cải cách kinh tế hoặc chính sách của ông về một quốc gia, hai chế độ.

## Di sản
Đặng Tiểu Bình được gọi là "kiến trúc sư của Trung Quốc thời hiện đại" và được xem xét rộng rãi như là một trong những nhân vật ảnh hưởng nhất thế kỷ 20. Ông được chọn là Nhân vật của năm của Tạp chí Time năm 1978 và 1985, lãnh đạo thứ ba của Trung Quốc (sau Tưởng Giới Thạch và vợ ông là Tống Mỹ Linh) và lần thứ tư cho một lãnh đạo cộng sản (sau Joseph Stalin), được chọn hai lần, và Nikita Khrushchev được chọn.
Đặng được nhớ chủ yếu cho những cải cách kinh tế ông đã khởi xướng trong khi đang làm nhà lãnh đạo tối cao của Cộng hòa nhân dân Trung Quốc, những cải cách đã chèo lái Trung Quốc hướng tới một nền kinh tế thị trường, dẫn tới tăng trưởng kinh tế cao, tăng tiêu chuẩn sống của hàng trăm triệu người, mở rộng tự do văn hóa và cá nhân, và kết quả đã hội nhập đất nước vào nền kinh tế thế giới. Nhiều người dân đã thoát khỏi sự đói nghèo trong suốt thời gian lãnh đạo của ông hơn bất kì thời gian nào khác trong lịch sử loài người, được cho là nhờ những cải cách rộng rãi của ông. Một vài người đã đề nghị rằng Đặng nên được trao giải Nobel hòa bình. Đặng cũng được công nhận giảm văn hóa của Mao Trạch Đông với việc mang tới sự kết thúc kỷ nguyên hỗn loạn của Cách mạng văn hóa. Hơn nữa, những chiến thuật mạnh tay của ông được tin rằng đã giữ Cộng hòa nhân dân Trung Quốc được thống nhất, đối nghịch với sự tan rã của những quốc gia quyền lực khác cùng thời điểm như Liên Xô, quốc gia đã sụp đổ năm 1991.
Tuy nhiên, Đặng cũng bị phương Tây chỉ trích rằng đã điều hành chính phủ một cách độc đoán, cho những việc lạm dụng quyền con người, và cho nhiều trường hợp bạo lực chính trị. Với tư cách là một lãnh đạo tối cao, ông đã chịu trách nhiệm Sự kiện Thiên An Môn, thứ đã được xem là gây ra cái chết cho hơn 3,000 người biểu tình, ông đã tác động tới Đảng cộng sản tiến hành vụ trấn áp. Một số người nghi rằng ông có dính líu tới một vài sự thanh lọc tồi tệ nhất trong thời Mao; bao gồm việc ra lệnh quân đội tấn công một ngôi làng Hồi giáo ở Hồ Nam mà kết quả làm chết 1,600 người, bao gồm 300 trẻ em.
Với tư cách là nhà lãnh đạo tối cao, Đặng cũng đàm phán để kết thúc sự cai trị của thực dân Anh ở Hồng Kông và bình thường hóa quan hệ với Hoa Kỳ và Liên Xô. Vào tháng 8 năm 1980, ông đã bắt đầu cải cách nền chính trị Trung Quốc bằng cách thiết lập giới hạn nhiệm kỳ cho quan chức và đề xuất một sự xem xét lại có hệ thống về Hiến pháp lần thứ ba của Trung Quốc, thứ đã được làm trong suốt Cách mạng văn hóa. Hiến pháp mới là hiện thân của Chủ nghĩa lập hiến phong cách Trung Quốc, được thông qua bởi Đại hội nhân dân quốc gia tháng 12 năm 1982 với hầu hết sự đồng ý, vẫn để lại ảnh hưởng cho tới ngày nay. Ông cũng đóng góp cho sự thành lập Luật giáo dục bắt buộc 9 năm (từ lớp 1 tới lớp 9), và phục hồi những cải cách nền chính trị Trung Quốc.